# Вооружённые силы освобождения Анголы
Вооружённые силы освобождения Анголы (порт. Forças Armadas de Libertação de Angola, FALA) — военное крыло ангольского повстанческого движения УНИТА, возглавляемого Жонашем Савимби. Активно участвовали в войне за независимость и гражданской войне. Причисляются к самым эффективным партизанским движениям XX века. После гибели Савимби, прекращения гражданской войны и легализации УНИТА демобилизованы и частично интегрированы в вооружённые силы Анголы.

## В войне за независимость

### Создание и идеология
13 марта 1966 года группа ангольских левых националистов во главе с Жонашем Савимби учредила движение УНИТА. Среди принятых решений было создание партизанской армии для вооружённой борьбы за независимость Анголы. Военная организация УНИТА получила название Вооружённые силы освобождения Анголы (ФАЛА).
В процессе формирования ФАЛА в полной мере отразились политико-идеологические особенности УНИТА:
- опора на крестьянство народности овимбунду
- специфическая идеология, соединяющая левый радикализм (вплоть до маоизма), принципы общинно-племенного самоуправления, негритюд, либертарианство и антикоммунизм
- противостояние не только португальским колониальным властям, но и двум другим антиколониальным движениям — марксистскому МПЛА и консервативному ФНЛА
- непререкаемое лидерство Жонаша Савимби, доходившее до культа личности

### Первые боевые операции
Первые боевые акции УНИТА были совершены 18 сентября 1966 — нападения на португальских коммерсантов в Каунгуле (провинция Северная Лунда) и на португальскую администрацию в Митете (провинция Маланже). 4 декабря 1966 Жонаш Савимби лично возглавил налёт на колониальную администрацию в Касамбе (провинци я Мошико). Знаковой датой является 25 декабря 1966 года — крупная атака под командованием Савимби на город Тейшейра-ди-Соза (провинция Мошико). Военная история ФАЛА обычно отсчитывается с этого дня. В течение трёх лет боевые действия ФАЛА сводились к разрозненным нападениям на португальские объекты вдоль Бенгельской железной дороги.

Война с португальцами велась параллельно со сложными политическими играми. «Ваше превосходительство, не забудьте об обещании предоставить в наше распоряжение сбитый и отремонтированный нашими силами вертолёт» — такие тексты за подписью Савимби обнаружились в архивах ПИДЕ.

Второй съезд в 1969 году принял новую военную программу УНИТА. Были образованы регулярные структуры ФАЛА. Крупнейшей территориальной единицей являлся фронт, фронты подразделялись на зоны, зоны — на районы. Эта система позволила распространить операции ФАЛА на центральные, южные и северные районы. Была отстроена иерархия штабов — от генерального до районных. Налажены поставки оружия через Замбию.
Боевые кадры ФАЛА комплектовались почти исключительно из молодых крестьян-овимбунду. Численность оставалась невысока — по разным оценкам, от 500 до 4000 человек, вооружение отличалось низким качеством. По состоянию на 1972, незадолго до конца антиколониальной войны, лишь 2 % военных операций против португальцев приходились на долю УНИТА Однако Савимби удалось заложить основы будущей армии.

## В гражданской войне

### Начальный этап
После Португальской революции 1974 года начался процесс деколонизации Анголы. Одновременно резко обострились противоречия между тремя антиколониальными движениями. Алворские соглашения о коалиционном правительстве оказались сорваны. В Анголе началась гражданская война.
Уже в июле 1975 года войска МПЛА — Народные вооружённые силы освобождения Анголы (ФАПЛА) — установили контроль над Луандой. ФАЛА мало участвовали в летних боях за столицу, потому что УНИТА была тогда слабо представлена на севере страны. Войска ФНЛА — Армия национального освобождения Анголы (ЭЛНА) — 10 ноября 1975 потерпели сокрушительное поражение в битве при Кифангондо. 11 ноября 1975 года независимость Народной Республики Ангола была провозглашена под контролем МПЛА во главе с Агостиньо Нето.
В тот же день УНИТА учредила своё государственное образование, получившее название Социальная Демократическая Республика Ангола (СДРА) со столицей в городе Уамбо. ФАЛА позиционировались как вооружённые силы этого государства. ФНЛА провозгласил Демократическую Республику Ангола (ДРА) со столицей в Амбрише). 23 ноября 1975 в Уамбо было объявлено об объединении ДРА с СДРА в Народно-Демократическую Республику Ангола (НДРА) под управлением Объединённого национального совета революции, фактически просуществовала лишь до 30 января 1976, формально — до 11 февраля 1976. Поскольку к тому времени ФНЛА/ЭЛНА были практически разгромлены массированным наступлением ФАПЛА и кубинского экспедиционного корпуса на севере, ФАЛА являлись единственно реальными вооружёнными силами НДРА. В ходе военных действий ФАЛА взаимодействовали с вооружёнными силами ЮАР, вторгшимися на территорию Анголы ещё в октябре 1975.

### «Длинный марш»
8 февраля 1976 года кубинские войска заняли Уамбо. В конце марта южноафриканские войска покинули Анголу. Ещё раньше, на фоне разгрома ФНЛА/ЭЛНА, были выведены заирские войска. УНИТА/ФАЛА остались единственной силой, продолжавшей вооружённую борьбу против МПЛА и его кубинских союзников.
В феврале—марте Савимби с боями организовал отступление, получившее название Longa Marcha — Длинный марш. Несколько тысяч бойцов ФАЛА и активистов УНИТА с семьями полгода передвигались по труднодоступным районам провинций Уамбо, Бие, Мошико, Квандо-Кубанго, отрываясь от преследования правительственных и кубинских войск. Вместе с Жонашем Савимби движением командовали Жозе Самуэл Шивале, Эрнесту Мулату, Мигель Н’Зау Пуна и жена лидера Винона Савимби. 13 марта 1976 в селении Гаго-Коутинью (Мошико) Савимби провёл торжественное собрание, посвящённое 10-й годовщине УНИТА.
В конце апреля 1976 года участники Longa Marcha добрались до партизанской базы Сандона (Мошико). Там Савимби провёл конференцию УНИТА, на которой 10 мая 1976 был принят Manifesto do Rio Cuanza — Манифест реки Кванза. В этом документе выражалась готовность довести до победного конца войну против МПЛА, Кубы и СССР.
«Длинный марш» завершился 28 августа 1976 в селении Куелеи (провинция Уамбо). Несмотря на тяжёлые потери, итоге «Длинного марша» удалось сохранить организационный и кадровый костяк УНИТА/ФАЛА. Савимби объявил о переходе к партизанской войне, затянувшейся на четверть века.

### Партизанская армия
Повстанческое движение УНИТА и его вооружённые формирования рассматривались правительством МПЛА и его союзниками как опасный противник, несущий реальную угрозу. Партизанская армия непрерывно наносила удары по политической инфраструктуре МПЛА, ФАПЛА и кубинскому контингенту. Во внутренних районах возникли крупные территориальные массивы, контролируемые УНИТА/ФАЛА (особенно в приграничных районах с Замбией). К 1982 году военные действия распространились на две трети территории страны. С конца 1983 при воздушной поддержке из ЮАР в восточных и юго-восточных районах удалось перейти от партизанской к фронтовой войне. С 1984 начались диверсионные акции в городах, включая Луанду. В 1986 году был установлен контроль над малой родиной Савимби — селением Муньянго, где лидер УНИТА демонстративно провёл пресс-конференцию.

Наибольшую опасность для существующего в Анголе прогрессивного строя представляет Национальный союз за полную независимость Анголы (УНИТА)… После прихода в ноябре 1975 г. к власти МПЛА под руководством А. Нето (Народное движение за освобождение Анголы) лидеры организации начали открытую вооруженную борьбу против нового ангольского правительства… Решение задач по захвату власти в стране руководство УНИТА осуществляет путем достижения промежуточных целей, устанавливаемых на определенные сроки. Так, на 1987 год УНИТА ставит целью: продолжить диверсионно-террористические акции по всей стране, уделяя, по-прежнему, главное внимание подрыву экономики и дестабилизации политической жизни; сорвать проведение крупномасштабной операции правительственных войск на юго-востоке страны; создать выгодные условия для восстановления утраченных позиций на востоке провинции Мошику; активизировать боевую деятельность в северных и восточных экономических районах с попыткой захвата месторождений алмазов; не допустить разгрома своих стратегических тыловых баз и учебных центров, находящихся в южной части Анголы.

Для достижения поставленных целей руководством УНИТА используются так называемые «Вооруженные силы освобождения Анголы» (ФАЛА), численность которых составляет 38 тыс. чел. Бандформирования представляют собой батальоны, созданные по типу регулярных войск со штатным оружием и военной техникой. В боевом составе ФАЛА имеется: батальонов — 50, окружных колонн (рот) — 63. Эти подразделения практически постоянно осуществляют вооруженные акции в различных провинциях Анголы. С целью повышения оперативности и эффективности действий вся территория НРА командованием УНИТА условно разделена на четыре фронта (Северный, Центрально-северный, Восточный, Централъно-южный) и пять секторов («Казомбу», «Канаке», «Кванза», «Куиту», «Куньинга»). Кроме того, имеется один военный округ центрального подчинения. На основе существующих секторов могут быть созданы еще два-три фронта.

Основные тыловые базы УНИТА расположены на юго-востоке страны. Кроме того, такие базы созданы в соседних с Анголой странах: Намибии, Заире и Замбии. Военная подготовка унитовцев осуществляется офицерами ЮАР в лагерях на территории Намибии (Окамбебе, Ондегира, Стенгело-Дам, Омундаунгило, Катара, Андара), а также в пяти учебных центрах, расположенных в южных и юго-восточных провинциях НРА. Кроме того, в Заире организован ряд учебных пунктов, где под руководством западных инструкторов идет освоение личным составом ФАЛА оружия, поставленного США для Ж.Савимби по линии ЦРУ (противотанковые и зенитные средства).

Генерал-полковник Г. Михайлов

Особым направлением военной активности ФАЛА было участие в Южноафриканской пограничной войне — на стороне властей ЮАР против ФАПЛА и намибийской СВАПО, поддерживаемой МПЛА. Тесное военное сотрудничество УНИТА с ЮАР на антикоммунистической основе продолжалось до конца режима апартеида.

### Военная структура

#### Численность и организация
К 1990 году численность ФАЛА достигла 65 тысяч человек, из которых 28 тысяч служили в регулярных частях, 37 тысяч состояли в иррегулярных формированиях. Они структурировались по военно-политическим фронтам (территориальным округам), районным колоннам и особым военным районам.
Основными воинскими единицами являлись стратегические бригады (3—4 батальона, взвод материально-технического обеспечения, взвод охраны, диверсионное отделение, артиллерийский взвод и взвод ПВО), пехотные батальоны, пехотные роты, взводы, отделения, группы. Штатная численность батальона составляла 450 человек, роты — 145 человек, взвода — 40—45 человек, отделения — 15 человек, группы — 5 человек. Командование бригады включало также должности начальников артиллерии и ПВО.
Диверсионные и разведывательные спецподразделения обычно насчитывали 4—6 человек. Группы контрразведки состояли из 4—6 офицеров, каждый из которых имел на связи трёх оперативных агентов (не знающих друг друга). Агенты курировали сети информаторов. Контрразведывательный режим на контролируемой УНИТА территории характеризовался как жёсткий, внедрение агентуры противника — как затруднённое.
Главная военная база ФАЛА находилась в городе Джамба (провинция Квандо-Кубанго, близ анголо-намибийской границы). Город был сильно укреплён, защищён системой минных полей, ПВО и РЛС. Взлётно-посадочная полоса была способна принимать транспортные самолёты с военным снаряжением.

Жонасу Савимби удалось создать эффективную и боеспособную структуру. УНИТА превратилась в одну из лучших партизанских армий мира. Подразделения УНИТА взяли под контроль целые регионы на востоке и юго-востоке Анголы.

#### Командование
Верховным главнокомандующим Вооружёнными силами освобождения Анголы являлся Жонаш Мальейру Савимби. Он возглавлял высший командный орган — Стратегическое оперативное командование (Comando operacional estrategico, COPE). Наряду с главнокомандующим, в руководство COPE входили начальник генштаба, национальный политкомиссар (политические комиссары в обязательном порядке присутствовали в каждой бригаде), начальники оперотдела, контрразведки, тыла, связи и кадров.
Первым начальником генерального штаба ФАЛА был Самуэл Шингунжи Кафунданга. Во время гражданской войны генштаб возглавляли Демостенеш Амос Шилингутила, затем с 1989 — Арлиндо Пена (племянник Савимби). Должность национального политического комиссара занимал Жералду Сашипенгу Нунда. Особое место в армии УНИТА занимали разведывательно-диверсионные, контрразведывательные и охранные спецподразделения. Разведка и контрразведка находились в ведении Национальной бригады государственной обороны (BRINDE) под командованием Мартинью Эпаланги. Спецназом коммандос руководил Антониу Дембу. Видную роль в партизанском оперативном командовании играли Жозе Самуэл Шивале и Абилио Камалата Нума.

#### Оснащение
На вооружении УНИТА состояли
- стрелковое оружие: советские автоматы Калашникова, ППШ, СКС, немецкие HK G3, китайские Тип 56, бельгийские FN FAL
- гранатомёты: советские РПГ-7, ПГ-25, американские М79, M72 LAW
- артиллерия, ЗРК и ПТРК: советские ПЗРК «Стрела», безоткатные орудия Б-10, установки «Град-П», американские FIM-92 Stinger, BGM-71 TOW, югославские М55, франко-германские Милан
- бронеавтомобили: французские Panhard AML, советские БТР-152, БМП-2

Советское оружие моделей захватывалось в боях или поставлялось в устаревших модификациях через КНР. Французское и бельгийское вооружение поставлялось из Заира. Американское оружие приобреталось через международных посредников, а в 1980-х поставлялось с санкции администрации Рональда Рейгана.

### Наступление конца 1980-х
Крупнейшим сражением вооружённых сил УНИТА стала Битва при Квито-Кванавале, длившаяся с лета 1987 по весну 1988. Правительственные войска пытались пробить путь на Джамбу, формирования УНИТА — полностью взять под контроль Мошико. В боях на стороне УНИТА участвовали войска ЮАР, на стороне правительственных ФАПЛА —кубинские экспедиционные части. Но несмотря тяжёлые потери, ни одна из сторон не достигла поставленных целей.
Наибольших военных успехов повстанцы УНИТА добились в конце 1980-х — начале 1990-х. Вывод из Анголы кубинских войск и резкое сокращение объёмов советской поддержки режима Жозе Эдуарду душ Сантуша позволило вооружённой оппозиции развернуть массированное наступление и взять под контроль обширные территории. Активные удары ФАЛА наносились даже в столице.

УНИТА приступает к крупной военной операции. Основной целью является Луанда — захватить Луанду и взять власть.

Педру ди Каштру Ван Дунен, министр иностранных дел НРА, 19 августа 1989

Однако повстанцам не удалось нанести решающее военное поражение правительственным войскам. Правящий режим сумел устоять и впоследствии компенсировал утраченную помощь СССР налаживанием связей с США и западноевропейскими государствами. С другой стороны, правительство МПЛА пошло на серьёзные реформы: был провозглашён отказ от идеологии марксизма-ленинизма, объявлен переход к многопартийной демократии, начаты мирные переговоры с УНИТА.

### Срыв урегулирования и последнее наступление
31 мая 1991 года Жонаш Савимби и Жозе Эдуарду душ Сантуш заключили в Лиссабоне Бисесские соглашения о прекращении гражданской войны, политической реформе и проведении свободных выборов. Один из пунктов предусматривал создание общеангольской армии на партитетной основе ФАПЛА и ФАЛА. Переговоры об интеграции ФАЛА в новые Вооружённые силы Анголы (ФАА) вели повстанческие генералы Паулу Лукамба Гата, Демостенеш Амос Шилингутила, Абилио Камалата Нума.
В 1992 году Савимби баллотировался в президенты. Однако УНИТА объявила выборы сфальсифицированными и отказалась признать объявленные результаты, согласно которым Савимби получил 40 % голосов, тогда как лидер душ Сантуш — 49,6 %. Политический кризис вылился в трёхдневную резню Хэллоуин 30 октября — 1 ноября 1992 года. Погибли, по разным данным, от 10 тысяч до 50 тысяч членов УНИТА и других сторонников оппозиции. Среди других были убиты члены высшего руководства УНИТА Жеримиас Шитунда и Элиаш Пена, ранены Арлиндо Пена и Абель Шивукувуку. Контрудар войск УНИТА был предотвращён взятием в заложники 14 командиров ФАЛА в Луанде.
После «кровавого Хэллоуина» УНИТА возобновляет полномасштабную войну. Последней стратегической победой ФАЛА под командованием Савимби и Шилингутилы стала Guerra dos 55 Dias — Война 55 дней, в результате которой в марте 1993 армия УНИТА вновь захватила Уамбо. Активные боевые действия развернулись и на севере Анголы: силами двух штурмовых батальонов и диверсионного спецподразделения ФАЛА удалось захватить нефтепромышленный центр и порт Сойо. Удержать месторождения алмазов правительственным войскам удалось лишь при прямой поддержке ЮАР — им на помощь пришло предприятие охраны и безопасности Executive Outcomes, тесно связанное с южноафриканскими вооружёнными силами (конфигурация союзов в ангольской войне парадоксальным образом изменилась). Но в целом по правительственным силам были нанесены мощные удары, попытка их контрнаступления в 1994 году не привела к кардинальным изменениям.
Результатом стали новые переговоры в Лусаке и заключение в Лусаке 15 ноября 1994 очередных мирных соглашений — Лусакского протокола. Предусматривалось создание коалиционного правительства и — снова — интеграция вооружённых сил. В частности, формально командный пост получил Арлиндо Пена. Однако процесс урегулирования не получил развития, поскольку обе стороны лишь старались выиграть время, делая реальную ставку на военную победу.

### Поражения последнего этапа
Последний этап ангольской гражданской войны начался в 1998 году. На заседании руководства УНИТА в Баилундо было принято политическое заявление о вооружённой борьбе против олигархической диктатуры душ Сантуша. Правительство МПЛА объявило Жонаша Савимби военным преступником, был выдан ордер на его арест.
Превосходство отмобилизованной и перевооружённой правительственной армии было теперь подавляющим. Кроме того, УНИТА утратила всех иностранных союзников — поскольку режим МПЛА больше не являлся коммунистическим и установил взаимовыгодные связи с западными государствами. Власти Запада стали рассматривать УНИТА как опасный дестабилизирующий фактор
В 1999 году развернулось массированное наступление правительственных войск. ФАЛА под командованием Савимби и Камалаты Нумы пытались его остановить (важное значение имело получение крупных партий оружия из Украины), но не смогли переломить ситуацию. Были потеряны ключевые для УНИТА города Баилундо и Андуло. 24 декабря 1999, после кровопролитных и разрушительных боёв, части ФАЛА были вынуждены оставить свой главный оплот — Джамбу. Хотя Савимби заявил, что город уже «не имел военного значения», сокрушительность поражения была очевидна. Официальные власти сообщили, что из 60 тысяч бойцов ФАЛА 10 тысяч единовременно сдались в плен, и регулярная война фактически закончена. Оставшиеся формирования ФАЛА возобновляли лишь партизанские действия.
В начале 2002 года сдался в плен правительственным войскам начальник спецслужбы BRINDE Мартиньо Эпаланга. Гораздо раньше, в 1993 году, перешёл на сторону МПЛА начальник политуправления ФАЛА Жералду Сашипенгу Нунда. Эти симптомы побудили Савимби к чистке командного состава. По его приказу были убиты заподозренные в измене генералы ФАЛА Алтину Сапалалу (бывший начальник штаба), Антеру Виейра (начальник личной охраны лидера УНИТА) и ещё несколько высокопоставленных приближённых.

### Гибель Савимби
К концу 2001 года регулярный боевой строй в ФАЛА сохранил лишь штаб Савимби и находившийся при штабе отряд коммандос Антониу Дембу. Эта группировка пыталась пересечь границу, пробраться в Замбию, перегруппироваться и вновь прорваться в Анголу. Этот план был разгадан. 17 декабря 2001 года президент душ Сантуш отдал приказ об окончательном решении вопроса с Савимби.
В феврале 2002 года Савимби вместе с бойцами спецназа Дембу предпринял рискованный переход в Мошико и был выслежен правительственным спецназом генерала Карлитуша Валы в районе селения Лукуссе на берегу реки Лувуэи. Последний бой разгорелся 22 февраля 2002. Савимби активно сопротивлялся, получил пятнадцать огнестрельных ран и погиб с оружием в руках.
Преемником Жонаша Савимби во главе УНИТА и ФАЛА стал Антониу Дембу. Однако он получил смертельные ранения в том же бою и скончался несколько дней спустя.

### Окончание войны
Лидерство в УНИТА перешло к генералу ФАЛА Паулу Лукамбе Гату, стороннику компромисса с правящим режимом. Он немедленно вступил в контакт с руководством МПЛА. Предварительные переговоры начались в городе Касамба (провинция Мошико) 15 марта 2002. Правительственную сторону представлял генерал Жералду Сашипенгу Нунда — бывший национальный политкомиссар ФАЛА; повстанческую — начальник штаба УНИТА генерал Жералду Абреу Муэнгу Укуатшитембу, известный как Камортейру. Обсуждались прежде всего практические вопросы прекращения огня и разъединения сторон.
20 марта переговоры продолжились в Луэне. К ним подключились генерал Армандо да Круш Нето с правительственной стороны и генерал Жозе Самуэл Шивале со стороны УНИТА. Соглашение по военным вопросам было подписано 30 марта. 4 апреля 2002 года в Луэне был подписан и подтверждён в Луанде Меморандум о взаимопонимании — соглашение о прекращении гражданской войны и политическом урегулировании между правительством МПЛА и движением УНИТА. Документ подписали генерал ФАА Армандо да Круз Нето и генерал ФАЛА Жералду Абреу Муэнгу Укуатшитембу.
На этот раз мирные договорённости были соблюдены, поскольку в УНИТА взяла верх группа, ориентированная на компромисс и легализацию.

## Интеграция и демобилизация
Общая численность повстанческих сил была определена в 82 тысячи человек. (Отдельную категорию составляли несовершеннолетние, выполнявшие функции носильщиков, поваров, разведчиков, прислуги и т. д., но их численность точно неизвестна: называются цифры в 7 — 11 тысяч, причём с обеих сторон.) Они были дислоцированы в 30 лагерях, разбросанных по всей территории Анголы. Вместе с ними находились до 250 тысяч членов семей.
После заключения договорённостей начался процесс демобилизации ФАЛА. Парламент Анголы утвердил закон об амнистии. В целом он был завершён к октябрю 2002 года. Из этого количества только 5 тысяч человек были зачислены на службу в национальную армию и полицию. Остальные бойцы были демобилизованы и направлены на жительство в различные провинции и муниципалитеты. Лица старше 18 лет получали удостоверения личности, выплаты в размере пятимесячного денежного довольствия, транспортные «подъёмные» и продовольственный паёк. Формально им оказывалось содействие в трудоустройстве по государственной программе демобилизации. Несовершеннолетние в госпрограмму не включались, но получали удостоверения и продовольственную помощь.

## Судьбы и традиция
Некоторые военачальники ФАЛА получили в ФАА высокие командные посты. Демостенеш Амос Шилингутила в 1996—2008 был заместителем министра обороны. Жералду Сашипенгу Нунда с 2010 — начальник генштаба ФАА. Оба на последнем этапе гражданской войны были противниками УНИТА/ФАЛА.
Паулу Лукамба Гату и Абилио Камалата Нума — депутаты парламента, видные деятели партии УНИТА (интересно, что они занимают различные позиции: Лукамба Гату сторонник сотрудничества с правительством, Камалата Нума — жёсткий оппозиционер). Жозе Самуэл Шивале и Эрнесту Мулату — тоже депутаты и руководители Ассоциации старых бойцов УНИТА (AACU). Абель Шивукувуку в 2012 году организовал радикально-оппозиционую партию Широкая конвергенция за спасение Анголы, затем вернулся в УНИТА.
Официальным Днём ФАЛА является 24 января (дата кончины в 1974 году Шингунжи Кафунданги, первого начальника повстанческого генштаба). Ежегодно в этот день ветераны и активисты УНИТА проводят памятные мероприятия в Джамбе, в том числе реконструкционные парады.
Почётом и уважением окружены среди членов УНИТА и ветеранов ФАЛА имена Жонаша Савимби и Антониу Дембу. Главным хранителем традиции выступает генерал Камалата Нума с его принципиальной установкой: «ФАЛА не были побеждены».